# Aeroportul St. Michael
Aeroportul St. Michael (IATA: SMK, ICAO: PAMK, FAA LID: SMK) este un aeroport din Alaska, Statele Unite ale Americii ce deservește zona St. Michael⁠(d). Aeroportul a fost tranzitat în 2019 de 7.394 de pasageri. A fost numit după zona deservită.
Situat la o altitudine de 30 m, aeroportul dispune de 1 pistă. Este operat de Alaska Department of Transportation & Public Facilities⁠(d).

## Infrastructură

### Piste
Aeroportul dispune de o singură pistă. Pista 02/20 are suprafața de pietriș și dimensiunile 4.001 picioare × 75 picioare. 